# Liste der Mitglieder der American Academy of Arts and Sciences/1833
Im Jahr 1833 wählte die American Academy of Arts and Sciences eine Person zu ihren Mitgliedern.

## Neugewähltes Mitglied
- Francis Alger (1807–1863)